# Graščina Chantilly
Graščina Chantilly, francosko Château de Chantilly je zgodovinska graščina, ki stoji v mestu Chantilly v Franciji.
Kompleks je sestavljen iz dveh zgradb: 
- Mali grad (Petit Château) zgrajen okoli leta 1560 za Anne de Montmorency in
- Veliki grad (Grand Chateau), ki je bil uničen v času francoske revolucije in obnovljen leta 1870.

Je Last Institut de France in je v njem muzej Musée Conde. To je ena izmed najboljših galerij v Franciji in je odprta za javnost.

## Zgodovina
Povezava posestva je z družino Montmorency se je začela leta 1484. Prvi dvorec (ne obstaja več, sedaj ga je nadomestil Grand Château) je bil zgrajen med letoma 1528-1531 za Constable Anne de Montmorency (arhitekt Pierre Chambiges). Petit Château je bil tudi zgrajen zanj okoli 1560, verjetni arhitekt Jean Bullant. Leta 1632, po smrti Henrika II. Montmorencyja, je prešel v last Grand Condéja (Louis de Bourbon, princ Condé), ki ga je podedoval po svoji materi, Charlotte Marguerite de Montmorency.
Več zanimivih delov zgodovine je povezane z gradom v 17. stoletju. Molierova igra Smešne precioze (Les Précieuses ridicules) je bila tukaj prvič predvajana leta 1659. Madame de Sévigné piše v svojih spominih, da, ko je Ludvik XIV. obiskal grad leta 1671, je François Vatel, maître d'hôtel Grand Condé, naredil samomor, ker se je bal da bo ribo serviral prepozno.
Prvotni dvorec je bil uničen v francoski revoluciji. Popravil ga je v skromni obliki zadnji Condé, toda celotno premoženje je bilo zaplenjeno od družine Orléans med letoma 1853 in 1872, v tem času je bil v lasti angleške banke Coutts. Chantilly je v celoti obnovil Henri d'Orléans, vojvoda d'Aumale (1822-1897) med letoma 1875-1881 po načrtu Honoré Daumeta. Nova graščina je bila sprejeta z mešanimi občutki. Na koncu je vojvoda d'Aumale, ob svoji smrti leta 1897, zapustil premoženje Institut de France.

## Muzej Condé
Grajska umetnostna galerija, Musée Condé, je ena najlepših zbirk slik v Franciji (po Louvru). Je specializirana za francoske slikarje in iluminirane knjige iz 15. in 16. stoletja.
Dela v galeriji so: Sassetta Mistična poroka svetega Frančiška, Sandro Botticelli Jesen, Piero di Cosimo Portret Simonetta Vespucci, Rafael Tri gracije in Madonna di Loreto, Guercino Pieta, Pierre Mignard Portret Molièra, kot tudi štiri slike Antoina Watteauja in Jean-Baptiste-Camille Corot Le concert champêtre. Ostale slike v zbirki so dela: Fra Angelica, Filippino Lippija, Hansa Memlinga, 260 slik in risb Françoisa Clooeta in Jeana Clooeta, Paola Veroneseja, Federica Baroccija, Annibale Carraccija, Domenichina, Salvatorja Rose, Nicolasa Poussina, Philippe de Champaigna, Anthonisa van Dycka, Guida Renija, Jean-Baptiste Greuza, Joshua Reynoldsa, Eugèna Delacroixa, Ingresa, Théodorja Géricaulta.
Knjižnica Malega gradu vsebuje več kot 1500 rokopisov in 17.500 tiskanih volumnov, ki so del zbirke več kot 700 inkunabul in 300 srednjeveških rokopisov, vključno ena stran  Registrum Gregorii (c. 983), Les Tres Riches heures Duc de Berry, Ingeborg Psalter in 40 miniatur Jeana Fouqueta v Knjigi ur Etienne Chevalier.

## Park in hipodrom Chantilly
Glavni formalni francoski vrt, značilen obsežen parter z vodnimi elementi, je oblikoval predvsem André Le Notre za Grand Condéja. Park vsebuje tudi francoski krajinski vrt s kaskado, paviljonom in kmečko vasjo, Hameau de Chantilly. Slednje je navdihnil Hameau de la Reine Marije Antoinette v vrtovih Versaillesa.
Nepremičnine obsegajo tudi hipodrom Chantilly in Grandes Écuries (Veliki hlevi), ki vsebuje živi muzej konj. Po legendi je Ludvik Henrik, vojvoda Bourbonski, princ Condé verjel, da bi bil po svoji smrti reinkarniran kot konj. Leta 1719 je naročil arhitektu Jeanu Aubertu, da je zgradil hleve, primerne njegovemu stanu.

## Obnova
World Monuments Fund je v 1998 vključil lokacijo med World Monuments Watch ter opozarjal na pronicanje vode in visoko vlažnost v Galerie des Actions de Monsieur Le Prince in spet leta 2002 zaradi negotovega stanja celotne zapuščine.  Sredstva za restavratorska dela so bila zagotovljena iz različnih virov, vključno od American Express in skupine Generali.  Kasneje je, v odgovor na poziv za obnovo gradu, Aga Kan podaril 40 mio €, kar je predstavljalo več kot polovico od 70 mio €, ki jih je Institut de France potreboval za dokončanje projekta.  Leta 2008 je World Monuments Fund zaključil obnovo Grande Singerie, salon s slikami opic na stenah, ki se ukvarjajo s človekovimi dejavnostmi, z nekaj primeri ohranjenih so danes. 

## V popularni kulturi
- Château in Veliki hlevi so bili leta 1985 mesto v filmu A View to a Kill Jamesa Bonda, kot dom Maxa Zorina (igral ga je Christopher Walken). [5]
- Pink Floyd so na gradu izvedli The Division Bell Tour dva zaporedna večera 30.-31. julija 1994.
- Vsaki dve leti poteka v vrtu gradu, v juniju, mednarodno tekmovanje ognjemetov, "Nuits de Feu".
- Ronaldão se je poročil z modelom in MTV VJ Danielo Cicarelli leta 2005. Slovesnost je menda stala 700.000 €.
- Vsakega maja poteka veslaška regata, Trophee des Rois. Francoske univerzitetne ekipe tekmujejo na 750 m dolgi dirki.